# Lekkoatletyka na Letnich Igrzyskach Olimpijskich 1976 – bieg na 800 m mężczyzn
Bieg na 800 metrów mężczyzn podczas XXI Letnich Igrzysk Olimpijskich w Montrealu rozegrano 23 (eliminacje), 24 (półfinały) i 24 lipca 1976 (finał) na Stadionie Olimpijskim w Montrealu. Zwycięzcą został reprezentant Kuby Alberto Juantorena, który na tych samych igrzyskach zwyciężył również w biegu na 400 metrów. Juantorena ustanowił w biegu finałowym rekord świata rezultatem 1:43,50. 

## Rekordy

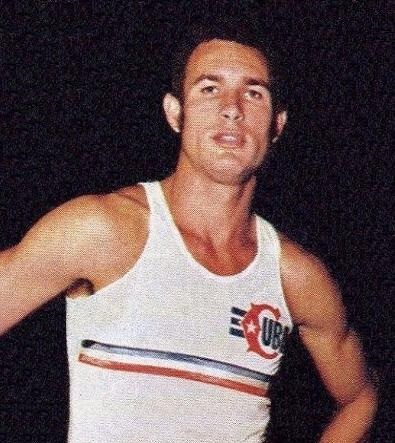
Alberto Juantorena

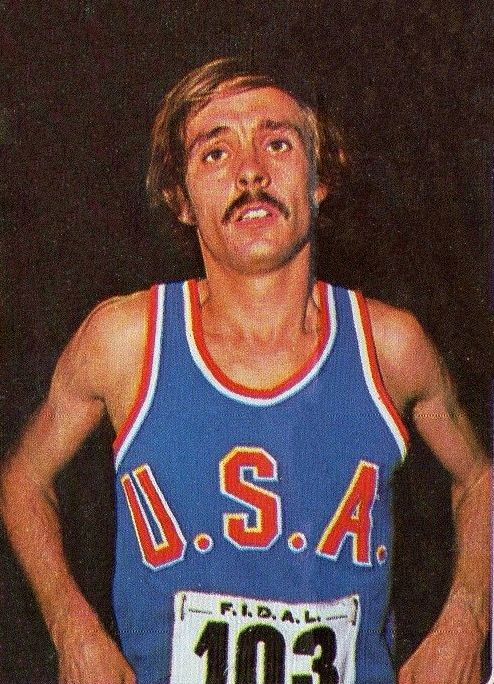
Rick Wohlhuter

|                   | zawodnik            | narodowość | czas   | data                      | miejsce  |
| ----------------- | ------------------- | ---------- | ------ | ------------------------- | -------- |
| Rekord świata     | Marcello Fiasconaro | Włochy     | 1:43,7 | 27 czerwca 1973(dts)      | Mediolan |
| Rekord olimpijski | Ralph Doubell       | Australia  | 1:44,3 | 15 października 1968(dts) | Meksyk   |

## Wyniki
| Poz. - pozycja |
| – rekord świata \| – rekord krajowy \| – rekord życiowy \| = – wyrównany rekord życiowy \| · – najlepszy wynik w sezonie \| = – wyrównany najlepszy wynik w sezonie \| – rekord olimpijski |
| Fn – falstart \| DNF – nie ukończył \| DNS – nie wystartował \| DSQ – zdyskwalifikowany |

### Eliminacje
Rozegrano sześć biegów eliminacyjnych. Do półfinałów awansowało po dwóch najlepszych zawodników z każdego biegu oraz czterech z najlepszymi czasami spośród pozostałych.

#### Bieg 1
| Poz. | Zawodnik           | Narodowość        | Rezultat | Uwagi |
| ---- | ------------------ | ----------------- | -------- | ----- |
| 1    | Rick Wohlhuter     | Stany Zjednoczone | 1:45,71  | Q     |
| 2    | Sri Ram Singh      | Indie             | 1:45,86  | Q     |
| 3    | Leandro Civil      | Kuba              | 1:45,88  | q     |
| 4    | Marian Gęsicki     | Polska            | 1:45,88  | q     |
| 5    | Thomas Wessinghage | RFN               | 1:45,56  | q     |
| 6    | Wiktor Anochin     | ZSRR              | 1:46,81  | q     |
| 7    | Muhammad Younis    | Pakistan          | 1:48,50  |       |

#### Bieg 2
| Poz. | Zawodnik        | Narodowość        | Rezultat | Uwagi |
| ---- | --------------- | ----------------- | -------- | ----- |
| 1    | Frank Clement   | Wielka Brytania   | 1:47,51  | Q     |
| 2    | James Robinson  | Stany Zjednoczone | 1:47,56  | Q     |
| 3    | John Walker     | Nowa Zelandia     | 1:47,63  |       |
| 4    | Andrés Ballbé   | Hiszpania         | 1:48,38  |       |
| 5    | Fernando Mamede | Portugalia        | 1:49,58  |       |
| 6    | Juan Solís      | Dominikana        | 1:55,56  |       |
| 7    | Wilnor Joseph   | Haiti             | 2:15,26  |       |

#### Bieg 3
| Poz. | Zawodnik            | Narodowość      | Rezultat | Uwagi |
| ---- | ------------------- | --------------- | -------- | ----- |
| 1    | Steve Ovett         | Wielka Brytania | 1:48,27  | Q     |
| 2    | Seymour Newman      | Jamajka         | 1:48,46  | Q     |
| 3    | Paul-Heinz Wellmann | RFN             | 1:48,47  |       |
| 4    | Jozef Plachý        | Czechosłowacja  | 1:48,63  |       |
| 5    | Günther Hasler      | Liechtenstein   | 1:48,83  |       |
| 6    | Evert Hoving        | Holandia        | 1:48,99  |       |
| 7    | Roy Bottse          | Surinam         | 1:49,85  |       |
| 8    | Erasmo Gómez        | Nikaragua       | 1:57,97  |       |

#### Bieg 4
| Poz. | Zawodnik           | Narodowość | Rezultat | Uwagi |
| ---- | ------------------ | ---------- | -------- | ----- |
| 1    | Alberto Juantorena | Kuba       | 1:47,15  | Q     |
| 2    | Carlo Grippo       | Włochy     | 1:47,21  | Q     |
| 3    | János Zemen        | Węgry      | 1:47,40  |       |
| 4    | Milovan Savić      | Jugosławia | 1:47,73  |       |
| 5    | Jorge Ortiz        | Portoryko  | 1:51,38  |       |
| –    | Roqui Sanchez      | Francja    | DSQ      |       |
| –    | Markku Taskinen    | Finlandia  | DNS      |       |

#### Bieg 5
| Poz. | Zawodnik            | Narodowość        | Rezultat | Uwagi |
| ---- | ------------------- | ----------------- | -------- | ----- |
| 1    | Willi Wülbeck       | RFN               | 1:48,47  | Q     |
| 2    | Horace Tuitt        | Trynidad i Tobago | 1:48,48  | Q     |
| 3    | Władimir Ponomariow | ZSRR              | 1:48,59  |       |
| 4    | Åke Svenson         | Szwecja           | 1,48,86  |       |
| 5    | José Marajo         | Francja           | 1:49,60  |       |
| 6    | Orlando Greene      | Barbados          | 1:51,43  |       |
| 7    | Attiya Al-Qahtani   | Arabia Saudyjska  | 1:57,67  |       |

#### Bieg 6
| Poz. | Zawodnik            | Narodowość        | Rezultat | Uwagi |
| ---- | ------------------- | ----------------- | -------- | ----- |
| 1    | Ivo Van Damme       | Belgia            | 1:47,80  | Q     |
| 2    | Luciano Sušanj      | Jugosławia        | 1:47,82  | Q     |
| 3    | Mark Enyeart        | Stany Zjednoczone | 1:47,96  |       |
| 4    | Rolf Gysin          | Szwajcaria        | 1:48,69  |       |
| 5    | Niall O’Shaughnessy | Irlandia          | 1:49,29  |       |
| 6    | Luis Medina         | Kuba              | 1:50,15  |       |
| 7    | Marcel Philippe     | Francja           | 1:50,81  |       |

### Półfinały
Rozegrano dwa biegi półfinałowe. Do finału awansowało po czterech najlepszych zawodników z każdego biegu.

#### Bieg 1
| Poz. | Zawodnik           | Narodowość        | Rezultat | Uwagi |
| ---- | ------------------ | ----------------- | -------- | ----- |
| 1    | Alberto Juantorena | Kuba              | 1:45,88  | Q     |
| 2    | Ivo Van Damme      | Belgia            | 1:46,00  | Q     |
| 3    | Steve Ovett        | Wielka Brytania   | 1:46,14  | Q     |
| 4    | Sri Ram Singh      | Indie             | 1:46,42  | Q     |
| 5    | James Robinson     | Stany Zjednoczone | 1:46,43  |       |
| 6    | Marian Gęsicki     | Polska            | 1:47,06  |       |
| 7    | Thomas Wessinghage | RFN               | 1:48,28  |       |
| –    | Horace Tuitt       | Trynidad i Tobago | DNF      |       |

#### Bieg 2
| Poz. | Zawodnik       | Narodowość        | Rezultat | Uwagi |
| ---- | -------------- | ----------------- | -------- | ----- |
| 1    | Rick Wohlhuter | Stany Zjednoczone | 1:46,72  | Q     |
| 2    | Carlo Grippo   | Włochy            | 1:46,95  | Q     |
| 3    | Luciano Sušanj | Jugosławia        | 1:47,03  | Q     |
| 4    | Willi Wülbeck  | RFN               | 1:47,18  | Q     |
| 5    | Seymour Newman | Jamajka           | 1:47,22  |       |
| 6    | Leandro Civil  | Kuba              | 1:47,31  |       |
| 7    | Wiktor Anochin | ZSRR              | 1:47,71  |       |
| 8    | Frank Clement  | Wielka Brytania   | 1:48,28  |       |

### Finał
| Poz. | Zawodnik           | Narodowość        | Rezultat | Uwagi |
| ---- | ------------------ | ----------------- | -------- | ----- |
| 1    | Alberto Juantorena | Kuba              | 1:43,50  | [ 1 ] |
| 2    | Ivo Van Damme      | Belgia            | 1:43,86  | [ 3 ] |
| 3    | Rick Wohlhuter     | Stany Zjednoczone | 1:44,12  |       |
| 4    | Willi Wülbeck      | RFN               | 1:45,26  |       |
| 5    | Steve Ovett        | Wielka Brytania   | 1:45,44  |       |
| 6    | Luciano Sušanj     | Jugosławia        | 1:45,75  |       |
| 7    | Sri Ram Singh      | Indie             | 1:45,77  |       |
| 8    | Carlo Grippo       | Włochy            | 1:48,39  |       |